# Франсіско Сааведра
Франсіско Сааведра-і-Сангроніс (ісп. Francisco de Saavedra y Sangronis; 1746-1819) — іспанський військовик, державний і політичний діяч, голова уряду (державний секретар) Іспанії після відставки фаворита королівської пари Мануеля Годоя. Діяв на Кубі під час війни за незалежність США, заклавши основи для поразки британських військ у Флориді та Йорктауні.

## Кар'єра
1746 року отримав диплом лікаря. У 1770-их роках працював поряд із Бернардо де Гальвесом в іспанській військовій кампанії в Алжирі. 1780 року був відряджений до Гавани з завданням повернути Флориду з-під британського контролю. На початку 1781 року брав участь в успішній облозі Пенсаколи, ключової британської бази у Флориді. У липні того ж року на прохання Хосе Гальвеса Сааведро, який вільно спілкувався й писав французькою зустрівся у французькій колонії святого Домініка з адміралом де Грассом, щоб обговорити оптимальні шляхи використання великого французького флоту, в результаті чого було затверджено так званий "план Грасса-Сааведри. Відповідно до того плану головним пріоритетом використання французьких та американських військ у Сполучених Штатах, передусім для здійснення нападів на британські сили у Вірджинії, якими командував лорд Корнуолліс. Наступним кроком повинно було стати повернення контролю над Карибськими островами. Фінальною метою затвердженого плану було захоплення Ямайки, що на той час була найзаможнішим британським володінням у Вест-Індії.
Протягом наступних кількох місяців, поки де Грасс займався реалізацією плану, Сааведра готувався до захоплення Ямайки. Втім наприкінці 1782 року іспанський уряд вирішив відмовитись від проекту, що здавався надто витратним. Від 1783 до 1788 року Сааведра обіймав посаду інтенданта Каракаса, після чого повернувся до Іспанії, де спочатку став членом Вищої військової ради, а 1797 року — міністром фінансів, а наступного року — очолив уряд. Однак його здоров'я вже було дуже слабким, і невдовзі він був змушений вийти у відставку та повернутись до Андалусії.